# Güterbahnhof Norrköping
Der Güterbahnhof Norrköping (schwedisch Norrköping godsbangård) befindet sich zentral in der schwedischen Stadt Norrköping im Anschluss an den Hauptbahnhof an der Södra stambana.
Im Zusammenhang mit dem Bau von Ostlänken, einem Hochgeschwindigkeitskorridor, der Södertälje südlich von Stockholm mit Linköping verbinden soll, muss dieser bisherige Güterbahnhof verlegt werden, um den Korridor für die Neubaustrecke freizugeben. Daher soll er an einem neuen Standort in Malmölandet in der Kommune Norrköping neu gebaut werden. Der neue Güterbahnhof behält seinen Namen.

## Beschreibung
Der Güterbahnhof in Norrköping liegt nördlich des Personenbahnhofes an der Södra stambana. Er besteht aus zwei Teilen, dem Güter- und Rangierbahnhof selbst und aus dem Tallbacken genannten Teil. Tallbacken ist ein Abstellbahnhof und wird hauptsächlich für das Abstellen von Leerwagen, die auf die Beladung warten, genutzt, sowie für Altwagen, die auf die Verschrottung warten.
Im Güterbahnhof werden die ankommenden Güterzüge für den Weitertransport in die verschiedenen Industriegebiete aufgeteilt. Es sind 15 Gleise vorhanden, fünf davon werden für ankommende und abfahrende Güterzüge genutzt, die anderen dienen als Rangiergleise. Diese fünf Gleise sind signalgeregelt und elektrifiziert. Die zulässigen Zuglängen variieren, vier der Gleise können 630 Meter lange Züge aufnehmen, während ein Gleis nur etwa 600 Meter lang ist. Die zehn Rangiergleise ergeben rund 3900 Gleismeter, die Länge der Gleise variieren zwischen 170 und 480 Meter. Das Ausziehgleis ist etwa 750 Meter lang. Dazu kommen 19 Bereitstellungsgleise mit einer Gesamtlänge von etwa 5800 Gleismetern. Ihre Längen variieren zwischen 200 und 400 Meter.
Die in den Industrieanschlüssen gesammelten beladenen Güterwagen werden als Gruppen oder als komplette Züge für den Weitertransport zu anderen Zielorten zusammengestellt. In Norrköping findet auch Personalwechsel statt, entweder im Personenbahnhof oder im Güterbahnhof.
Sowohl die südliche als auch nördliche Ausfahrt des Güterbahnhofes führen in Steigungen, was bei Glätte zu Problemen für die Güterzüge führen kann.

## Bahnbetriebswerk Norrköping

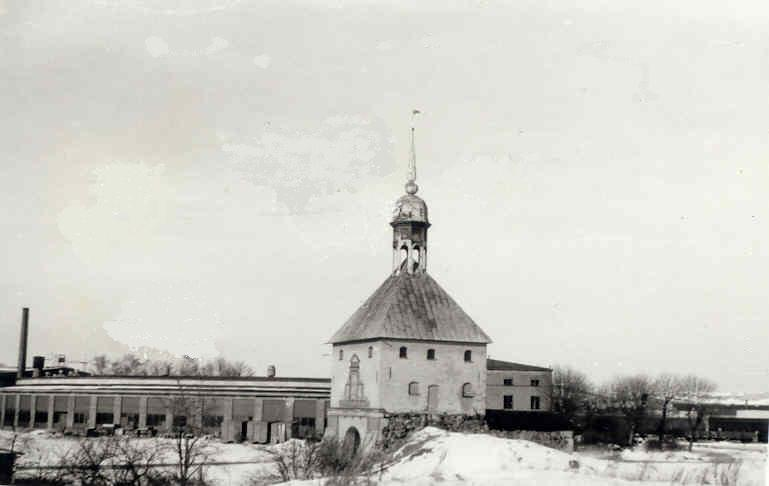
Der Lokschuppen, davor der Turm von Schloss Johannisborg

Östlich des Güterbahnhofes befindet sich ein Bahnbetriebswerk, das von SweMaint AB betrieben wird. Dort findet vor allem die Instandhaltung von Triebzügen und Personenwagen statt. Reparaturen an Güterwagen werden mit mobilen Reparatureinheiten durchgeführt.
In Norrköping gab es ursprünglich einen kleineren Lokschuppen nördlich des Empfangsgebäudes. Gleiserweiterungen in den 1910er Jahren führten dazu, dass ein größerer Lokschuppen benötigt wurde. Das neue Bahnbetriebswerk, geplant von Folke Zettervall, wurde nordöstlich des Bahnhofs im Gebiet der Ruine von Schloss Johannisborg errichtet. Viele der Originalgebäude wie der halbrunde Lokschuppen, das ehemalige Personalgebäude, die Dampfzentrale, die Laternenwerkstatt, der Ölschuppen und die Drehscheibe sind sehr gut erhalten.
Planskizzen im Staatsarchiv von 1909 zeigen, dass zwei fast vollständig geschlossene, kreisförmige Lokschuppen nördlich und nordöstlich der Burgruine Johannisborg geplant waren. 1915 entstand ein Lokschuppen mit 18 Ständen. Das Personalgebäude wurde 1916 mit zweieinhalb Stockwerken errichtet. Für die Dampfzentrale wurde ein zweistöckiges Gebäude errichtet sowie ein Kohlenschuppen mit Platz für 25.000 Tonnen Kohle. Westlich des Lokschuppens befanden sich Kohlenbrücke sowie Asche- und Schlackengrube und die Instandsetzungswerkstatt für Lokomotiven. Ein paar Jahre später wurde in der Nähe der Dampfzentrale eine einfachere Ölhalle gebaut.
Am Bahnhof führte die technologische Entwicklung in den 1930er Jahren zu Veränderungen im Umfeld. Die Dampflokwartung im Lokschuppen wurde 1932 eingestellt. Die Schornsteine wurden abgerissen und die Werkmeisterei und das Dampfzentrale vermietet. In den 1950er Jahren wurde der Betrieb des Betriebswerkes wieder ausgebaut. 1960 waren Werkstätten für Wagen, Elektrolokomotiven, Diesellokomotiven, Omnibusse und eine Tischlerei vorhanden.
Südwestlich des Lokschuppens wurde Ende der 1980er Jahre ein Postterminal gebaut. Die Instandsetzungswerkstatt wurde abgerissen, während der Lokschuppen, das Personalgebäude, die Dampfzentrale und die Ölhalle erhalten blieben.
Der Lokschuppen besitzt eine Ziegelfassade, ein einfaches, auskragendes und verputztes Dachgesims und Mezzanine für die ehemaligen Fensterbänder. Das Personalgebäude mit Ziegelfassade und einer einfachen, verputzte Konsolentraufe besitzt im Eingangsbereich verputzte Tympanonfelder. Das Türelement des Haupteinganges hat seitliche Lamellen und Oberlichter. Die gemauerte Brandwand zum Lokschuppen trägt Zierleisten in Form von freitragenden Ziegeln. Im Inneren sind originale Türblätter, Verkleidungen, Sockel und Treppengeländern aus Holz vorhanden, ebenso wie der Kalksteinboden in der Eingangshalle, die Originaltreppe aus poliertem Zement und schräge Fensternischen und Fensterbänke aus grünem Marmor.
Die Dampfzentrale und die Laternenwerkstatt besitzen ein Satteldach mit hervorstehenden Giebeln, Backsteinfassade und dekorative Auskragungen. Die Fenster sind mit eisenverstrebten Fensterrahmen ausgestattet, die Winkelfensterbänke in Zement gegossen. Das SJ-Emblem in der Nordgiebelseite ist aus Steinkohle ausgeführt.
Der Bahnhof stellt im Sinne des Raumordnungs- und Baugesetzes ein besonders wertvolles bauliches Umfeld dar und ist zu erhalten. Die besonders wertvolle Umwelt soll durch Schutzbestimmungen und Abrissverbote geschützt werden.

## Zukunft
Norrköping ist im nationalen Verkehrsplan 2018–2029 von Trafikverket als Knotenpunkt ausgewiesen. Der angrenzende Hafen von Norrköping ist einer der zehn von der Regierung strategisch wichtig genannten Häfen in Schweden. Das bedeutet, dass der Hafen bei den staatlich geförderten Infrastrukturmaßnahmen priorisiert werden muss. Malmölandet gilt als strategisches Entwicklungsgebiet für die Geschäftsfelder Güter, Logistik und Industrie.
Ostlänken wird die vorhandenen Verbindungen zwischen der Södra stambana und den Hafen- und Industriegleisen in Norrköping unterbrechen.
Mit dem geplanten Ausbau von Ostlänken und dem Umbau des Bahnhofsgeländes in Norrköping sowie der Erschließung für Industrie- und Hafenzwecke im südlichen Malmölandet und nördlichen Händelö geht ein Ausbau der Schieneninfrastruktur für den Güterumschlag einher. Das Ziel von Trafikverket und der Kommune ist es, den Güterbahnhof an einen Standort in Malmölandet zu verlegen, der mit der Neubaustrecke Kardonbanan verbunden werden kann.

## Neubau
Der neue Güterbahnhof ist für 750 Meter lange Züge ausgelegt, besitzt gerade Gleisabschnitte und ist für geplante Schwerlasttransporte von übergroßen Transformatoren dimensioniert. Die Gleise im Bahnhof haben einen Gleisabstand von mindestens 4,5 Metern. Zwischen dem durchgehenden Hauptgleis und den Gleisen des Güterbahnhofes beträgt der Gleisabstand mindestens 6 Meter. Zwischen den Gleisen des Bahnhofes hat jedes dritte Gleis mindestens 7 Meter Abstand.
Alle Gleise des Güterbahnhofs werden mit Schienen mit einer Metergewicht von 60 kg gebaut, die auf Betonschwellen mit elastischer Bewehrung montiert sind. Der Schotter unter allen Gleisen wird in Makadam Klasse 1 aufgebaut. Neben den Gleisen entstehen Fußwege.
Die Verbindungen von der Kardonbana zur Södra Stambana wird mit einer Weiche bei km 174+800 hergestellt, die eine Geschwindigkeit von 100 km/h zulässt, sowie einer weiteren bei km 175+600, die 80 km/h zulässt. Die Höchstgeschwindigkeit auf den Einfahrt- und Ausfahrtgleisen beträgt 80 km/h und auf anderen Gleisen im Rangierbahnhof 40 km/h. Die maximal zulässige Achslast beträgt 25 Tonnen und ist für das Lastprofil C ausgelegt.
Der neue Güterbahnhof in Malmölandet wird von einem Digitalen Stellwerk Modell 95 gesteuert. Eine gleiche Anlage steuert den Bahnhof Åby. Das Stellwerk befindet sich in Hallsberg.
Der Bahnhof soll eingezäunt werden, um Einbrüche zu verhindern und zu verhindern, dass Unbefugte das Gelände betreten. Er schließt an drei Stellen an öffentliche Straßen an: am Kreisverkehr am Bravikenvägen im Nordosten, am Kreisverkehr am Speditionsvägen im Südosten und am Bravikenvägen im Süden. Der Bahnhof ist zudem im Nordwesten mit dem Björnsnäsvägen verbunden. Betriebsstraßen sollen den Zugang zu allen Weichen und Technikgebäuden ermöglichen und so dimensioniert sein, dass die Durchfahrt von Rettungsfahrzeugen möglich ist.
Der Hauptteil der Rangierbewegungen wird zwischen 6:00 und 18:00 Uhr stattfinden, gelegentlich zwischen 18:00 und 22:00 Uhr und nur in Ausnahmefällen nachts. Hinsichtlich des Lärmpegels gelten Richtwerte für die Nachtzeit von 40 dB(A).

## Zeitplan
- Im April 2017 und Februar 2018 beriet sich Trafikverket mit den besonders Betroffenen, Kommunen und Behörden über die Gestaltung des neuen Güterbahnhofs
- Im Februar 2019 wurde der Entwurfsplan für den neuen Güterbahnhof zur Prüfung vorgelegt
- Im Oktober 2020 wurde der Plan fertiggestellt[4] und im April 2021 wurde er rechtskräftig
- Im September 2022 begannen die Bauarbeiten[5][6]
- Die Eröffnung des neuen Bahnhofes ist für 2024 vorgesehen[7]

Die Kosten für den neuen Bahnhof werden mit 167 Mio. SEK angegeben.